# Georg Pranckh (Politiker, 1952)
Georg Pranckh (* 17. Februar 1952 in Friesach) ist ein ehemaliger österreichischer Politiker (FPÖ) und Landwirt. Pranckh war 1994 Abgeordneter zum österreichischen Nationalrat.
Georg Pranckh entstammte dem alten steirischen Adelsgeschlecht derer von Pranckh. Er wurde als eines von fünf Kindern der Großgrundbesitzer Georg Pranckh und Sofie Giselbrecht, geboren. Er besuchte nach der Pflichtschule die Höhere Bundeslehranstalt für alpenländische Landwirtschaft in Raumberg und war nach einem zweijährigen Auslandsaufenthalt zwischen 1970 und 1972 als landwirtschaftlicher Pächter tätig. 1992 übernahm er den elterlichen Betrieb in Pux.
Politisch war Pranckh ab 1990 als Gemeinderat in Frojach-Katsch aktiv, zudem war er Kammerrat der Landeskammer für Land- und Forstwirtschaft in der Steiermark. Zwischen dem 7. Juli 1994 und dem 6. November 1994 vertrat Pranckh die FPÖ als Abgeordneter im Nationalrat. 